# Park Tysiąclecia (Zielona Góra)
Park Tysiąclecia w Zielonej Górze – park miejski w Zielonej Górze, znajduje się w ścisłym sąsiedztwie centrum miasta, pomiędzy ulicami Wazów, Bankową i Stanisława Staszica. Powstał w 1966 roku na terenie cmentarza Zielonego Krzyża założonego w 1628. Odznacza się bogactwem flory – z drzew występują tu m.in.: lipa, klon, daglezja, miłorząb japoński czy żywotnik zachodni oraz liczne krzewy, m.in. forsycja i tawuła. Wśród przedstawicieli fauny, park upodobały sobie wiewiórki oraz jeże. 
Szczątkowo na przestrzeni całego parku widać pozostałości dawnej infrastruktury cmentarnej jak alejki czy fragmenty małej architektury W parku znajduje się też klasycystyczny budynek krematorium z 1922 (obecnie siedziba Stowarzyszenia „Warto jest pomagać”) oraz dobrze zachowany, monumentalny grobowiec znanego zielonogórskiego przemysłowca – Georga Beuchelta. W centralnej części parku zachowała się też mogiła z 1941 r. Wśród infrastruktury powojennej wyróżnia się plac zabaw i powstały pod koniec lat 90. XX w. skatepark. 

## Historia
Przed II wojną światową był tu Cmentarz Zielonego Krzyża (Grünes Kreuz - Friedhof). Powstał w pierwszej połowie XVII w. i przez długie lata powiązany był z istniejącym na jego zachodnim skraju szpitalem. Budynek w 1912 roku przemianowano na przytułek dla starców (w związku z budową obok nowego szpitala przy ul. Wazów), po wojnie mieściła się tu Liga Obrony Kraju. Wyburzony został w roku 2011. Znaczne rozbudowanie cmentarza nastąpiło na początku XIX w. gdy likwidacji uległa nekropolia na Placu Słowiańskim. Cmentarz Zielonego Krzyża podzielony był na część ewangelicką (część wschodnia parku) i katolicką (część zachodnia). Część katolicka wykorzystywana była również po wojnie, do czasu otwarcia cmentarza komunalnego przy ul. Wrocławskiej (rok 1954). W roku 1958 przez zachodnią część nekropolii poprowadzono ulicę Fornalskiej, mająca połączyć budynek Wojewódzkiej Rady Narodowej (później Urząd Wojewódzki, obecnie – Urząd Marszałkowski) z gmachem KW PZPR (obecnie – Centrum Biznesu). Dziś ulica ta – po znacznym przebudowaniu – wchodzi w skład Placu Marszałka J. Piłsudskiego. Cmentarz zlikwidowany został w roku 1966, gdy był już otoczony zabudową mieszkalną. Przypadająca wówczas tysięczna rocznica powstania państwa polskiego dała początek nazwie nowo powstałego parku. Mogiły powojenne przeniesiono wówczas na cmentarz komunalny.
W latach 2022–2024 kosztem blisko 15 mln zł przystąpiono rewitalizacji parku. W jej ramach odnowiono grobowiec Beuchelta, wymieniono elementy małej architektury (fontanny, ławki, lampy, kosze), dokonano nowych nasadzeń (lipy srebrzyste i drobnolistne, choiny kanadyjskie, magnolie, wiśnie japońskie i katalpy), a ponadto przystąpiono do budowy w parku tężni solankowej, ogrodu sensorycznego oraz wybiegu dla psów. W trakcie prac odkryto szereg nieekshumowanych dotąd pochówków.

## Krematorium
Nawiązujący do klasycyzmu budynek zielonogórskiego krematorium zaprojektował architekt o nazwisku Nerche w 1922 roku. Zaprojektował on też reprezentacyjną część cmentarza oraz kolumbarium mogące pomieścić do 1000 urn. Krematorium zaczęło funkcjonować 23 sierpnia 1923 roku.

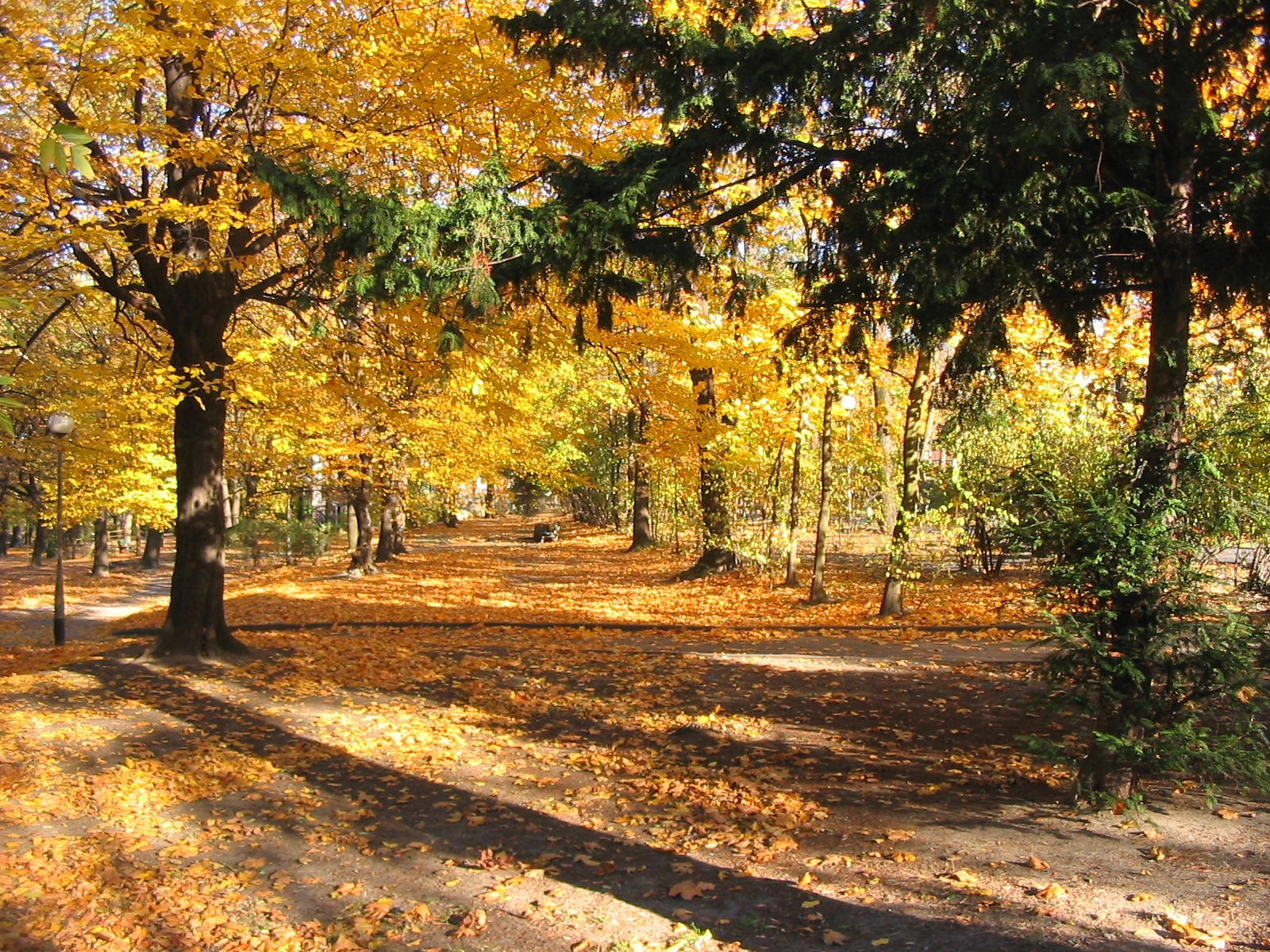
Park Tysiąclecia
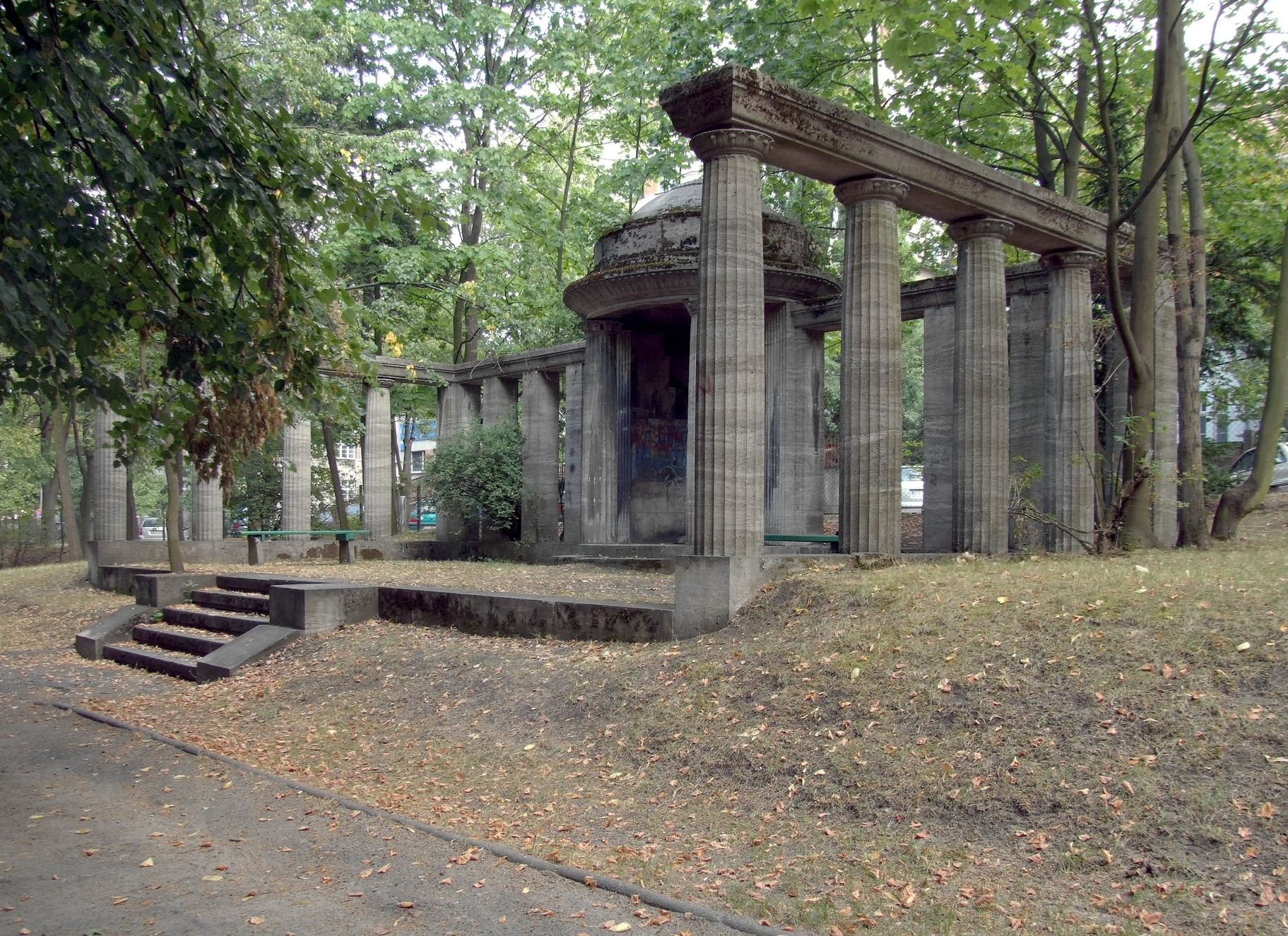
Pozostałości grobowca Georga Beuchelta
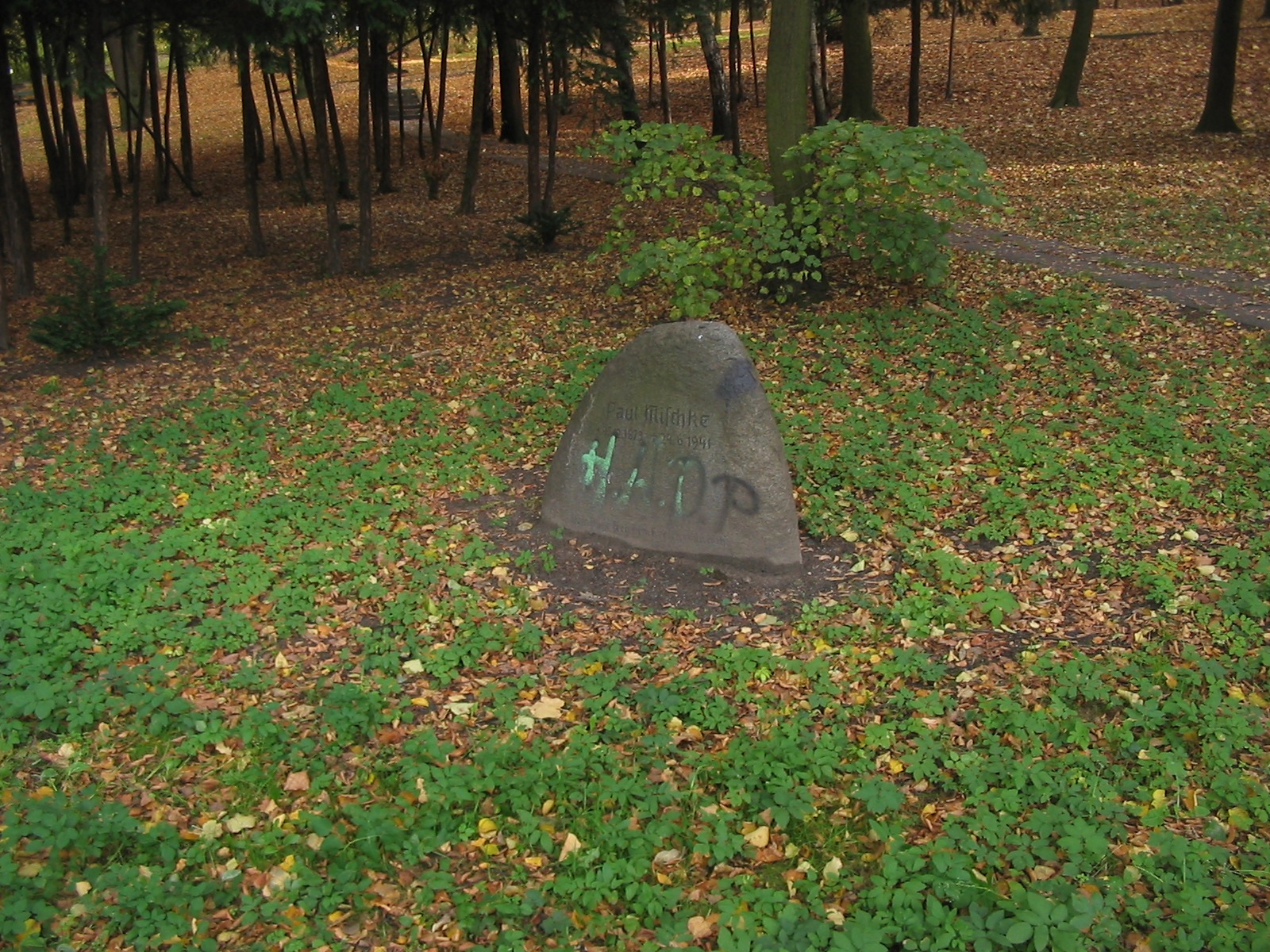
Mogiła Paula Mischke z 1941 roku
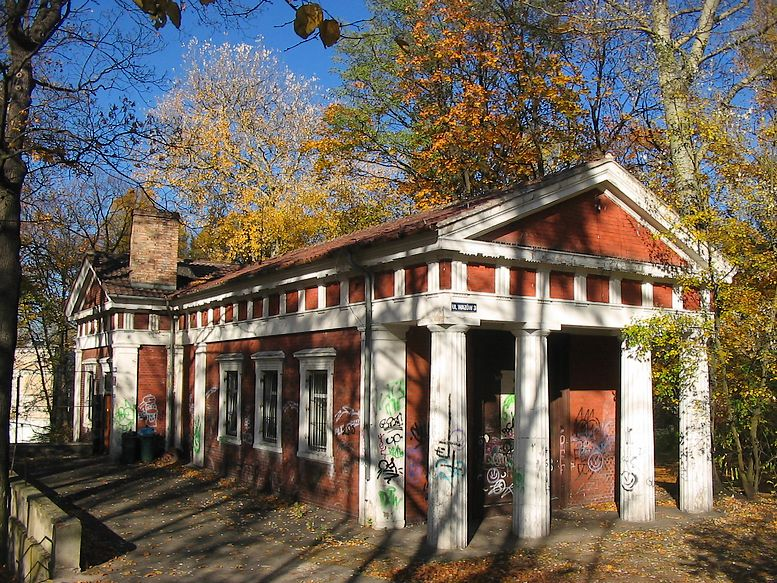
Krematorium
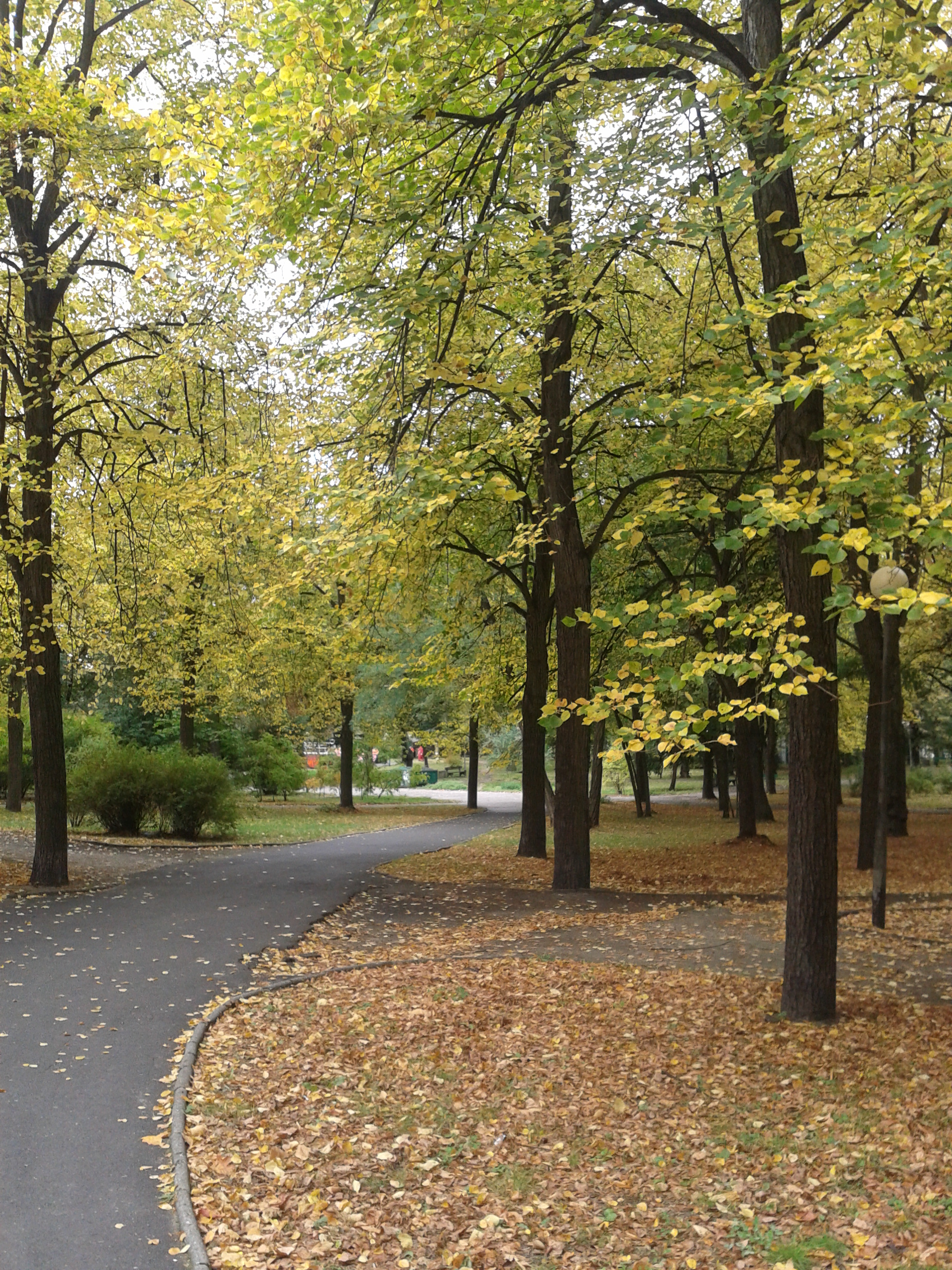
Park Tysiąclecia jesienią